# Hazewindmier
De hazewindmier (Anoplolepis gracilipes) is een mierensoort uit de onderfamilie van de schubmieren (Formicinae). De wetenschappelijke naam van de soort is voor het eerst geldig gepubliceerd in 1857 door Frederick Smith. In het Engels worden ze yellow crazy ant genoemd, gele gekke mier, waarschijnlijk vanwege hun wilde bewegingen als ze verstoord worden.
Deze mier werd per ongeluk geïntroduceerd in Noord-Australië; daar werd hij in 1978 voor het eerst aangetroffen, in het regenwoud van het Atherton Tableland, een hoogvlakte in de deelstaat Queensland. Verder komt de mier nu voor op Christmaseiland en in andere tropische en subtropische gebieden. Waar deze soort oorspronkelijk vandaan komt is onbekend; men vermoedt dat de mier afkomstig is uit West-Afrika.

## Schadelijke exoot
Als exoot staat deze mier in een IUCN-lijst van de honderd ergste invasieve soorten.

### Christmaseiland
De mieren zijn bekend door hun invloed op het ecosysteem van Christmaseiland, 350 kilometer ten zuiden van Java in de Indische Oceaan. Op het eiland doden ze landkrabben, bodembewonende reptielen en andere fauna die anders foerageerde op de afgevallen bladeren. De aanwezigheid van kolonies van deze roofmier heeft daardoor het karakter en de biodiversiteit van het bos totaal veranderd.
Uit onderzoek op Christmaseiland bleek dat de hazewindmier daar een destructieve invloed heeft op het ecosysteem. De mieren doden de landkrabben, vooral de rode landkrab en nemen hun ondergrondse holen in bezit. Deze krabben zijn van groot belang voor het oorspronkelijke ecosysteem van het bos, doordat ze foerageren op de bosbodem en er holen graven. Daardoor houden zij de grond luchtig en bemesten die met hun uitwerpselen. Bovendien eten de krabben zaailingen en voorkomen daardoor dat bepaalde planten, heesters en bomen groot worden. Waar de krabben verdwijnen, gaan stekelige struiken uit de brandnetelfamilie, zoals Dendrocnide peltata, overheersen.

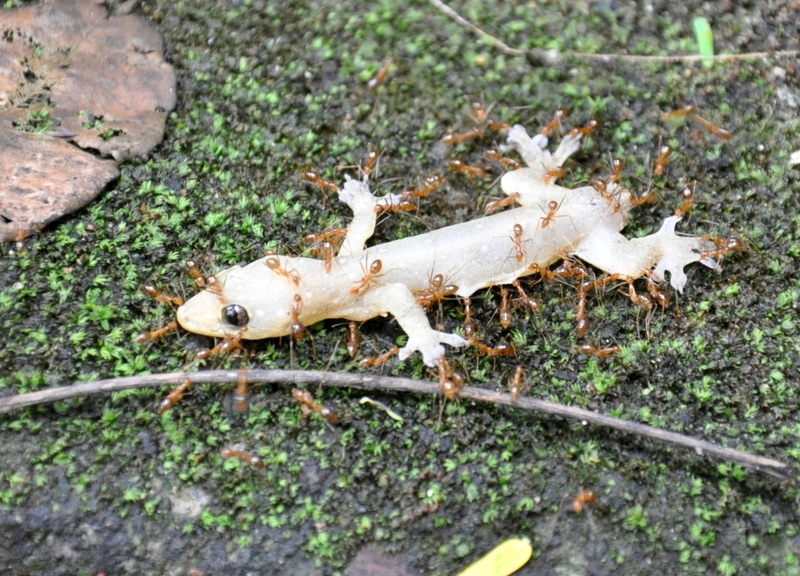
Een dode gekko wordt door hazewindmieren weggesleept.